# Virtus Francavilla Calcio 2023-2024
Questa voce raccoglie le informazioni riguardanti la Virtus Francavilla Calcio nelle competizioni ufficiali della stagione 2023-2024.

## Stagione
Nella stagione 2023-2024 la Virtus Francavilla disputa il girone C del campionato di Serie C, con 35 punti ottiene il diciottesimo e terz'ultimo posto. Per ottenere di mantenere la categoria deve disputare il Play-out contro il Monopoli, finisce per entrambe le gare (1-1) e la Virtus Francavilla retrocede in Serie D, perché il Monopoli aveva ottenuto sette punti in più in campionato. Nella Coppa Italia di Serie C la Virtus viene eliminata nel primo turno dal Brindisi, che si impone (0-1).

## Organigramma societario
Di seguito è riportato lo staff tecnico del club.
Area tecnica
- Allenatore: Alberto Villa
- Allenatore dei portieri: Fabrizio Carafa
- Preparatore atletico: Christian Parabita

Area sanitaria
- Responsabile sanitario: Alfredo Sterpini
- Medico sociale: Donato Sardano
- Fisioterapista Ciro Quaranta

## Rosa
| N. |                      | Ruolo | Calciatore          |
| -- | -------------------- | ----- | ------------------- |
| 1  | Italia (bandiera)    | P     | Francesco Carretta  |
| 3  | Italia (bandiera)    | D     | Davide De Marino    |
| 4  | Italia (bandiera)    | D     | Fabio Gavazzi       |
| 5  | Argentina (bandiera) | D     | Juan Monteagudo     |
| 6  | Italia (bandiera)    | D     | Andrea Gasbarro     |
| 7  | Italia (bandiera)    | C     | Kevin Biondi        |
| 8  | Italia (bandiera)    | C     | Tommaso Di Marco    |
| 9  | Italia (bandiera)    | A     | Gabriele Artistico  |
| 10 | Italia (bandiera)    | A     | Alessandro Polidori |
| 11 | Italia (bandiera)    | A     | Samuele Neglia      |
| 12 | Italia (bandiera)    | P     | Igor Lucatelli      |
| 14 | Croazia (bandiera)   | D     | Ivo Molnar          |
| 15 | Romania (bandiera)   | D     | Eduard Duțu         |
| 17 | Italia (bandiera)    | C     | Francesco Carella   |
| 18 | Italia (bandiera)    | A     | Gianluca Contini    |

| N. |                    | Ruolo | Calciatore           |
| -- | ------------------ | ----- | -------------------- |
| 19 | Italia (bandiera)  | C     | Nicolas Izzillo      |
| 20 | Italia (bandiera)  | C     | Vittorio Agostinelli |
| 21 | Italia (bandiera)  | C     | Andrea Risolo        |
| 23 | Italia (bandiera)  | C     | Simone Nicoli        |
| 25 | Italia (bandiera)  | C     | Simone Serio         |
| 27 | Marocco (bandiera) | C     | Mohamed Laaribi      |
| 29 | Italia (bandiera)  | A     | Angelo Vapore        |
| 30 | Italia (bandiera)  | C     | Federico Macca       |
| 40 | Italia (bandiera)  | D     | Andrea Accardi       |
| 50 | Italia (bandiera)  | D     | Gabriele Ingrosso    |
| 70 | Italia (bandiera)  | C     | Cassio Cardoselli    |
| 72 | Italia (bandiera)  | D     | Marco Fekete         |
| 89 | Italia (bandiera)  | P     | Paolo Branduani      |
| 99 | Italia (bandiera)  | C     | Vincenzo Garofalo    |
|    | Italia (bandiera)  | P     | Antonio Di Serio     |